# Czarny Las (Pokucie)
Czarny Las – kompleks leśny leżący na zachód od Iwano-Frankiwska w obwodzie iwanofrankiwskim na Ukrainie.
Na początku lat 30. było to miejsce wycieczek uczniów III Państwowego Gimnazjum im. Stanisława Staszica w Stanisławowie. Od 1 sierpnia 1934 był to teren gminy Pasieczna (województwo stanisławowskie w II Rzeczypospolitej).
Podczas II wojny światowej w trakcie okupacji niemieckiej miejsce wielu egzekucji, w tym w nocy z 14 na 15 sierpnia 1941. Na mogiłach znajduje się pomnik i tablica Rady Ochrony Pamięci Walk i Męczeństwa.
W pobliżu znajduje się także Demianów Łaz, miejsce pochówku ofiar masakr NKWD.